# Salvador Meliá
Salvador Meliá Mangriñán (Castelló de la Plana, 1 de abril de 1977) é um desportista espanhol que competiu no ciclismo na modalidade de pista, especialista na prova de velocidade por equipas.
Ganhou duas medalhas no Campeonato Mundial de Ciclismo em Pista, prata em 2004 e bronze em 2000.
Participou em dois Jogos Olímpicos de Verão, na prova de velocidade por equipas, ocupando o 7.º lugar em Atenas 2004 e o 9.º lugar em Sydney 2000.

## Medalheiro internacional
| Campeonato Mundial | Campeonato Mundial        | Campeonato Mundial | Campeonato Mundial     |
| Ano                | Lugar                     | Medalha            | Competição             |
| ------------------ | ------------------------- | ------------------ | ---------------------- |
| 2000               | Manchester ( Reino Unido) | Medalha de bronze  | Velocidade por equipas |
| 2004               | Melbourne ( Austrália)    | Medalha de prata   | Velocidade por equipas |